# Papežská univerzita

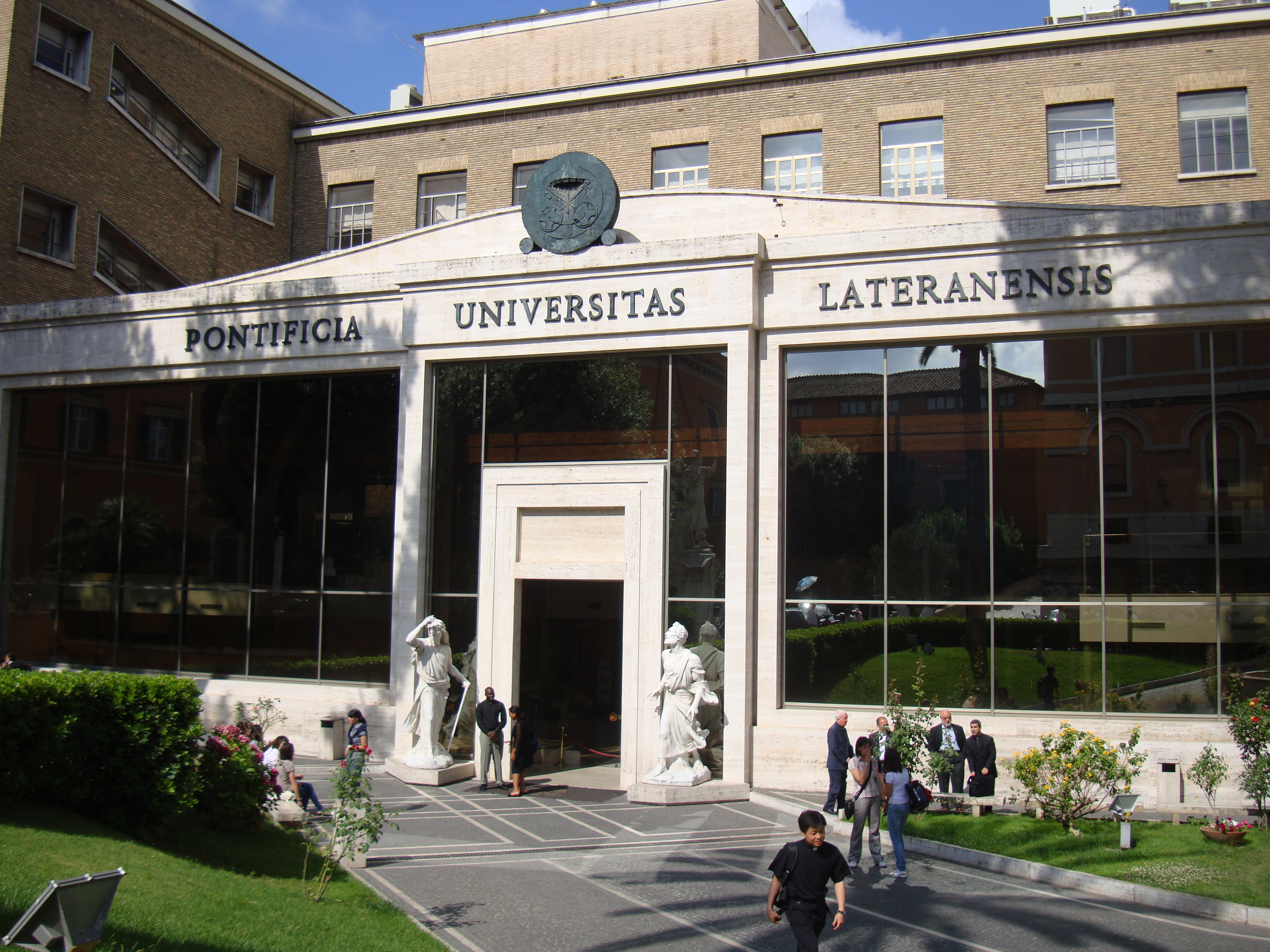
Papežská lateránská univerzita

Papežská univerzita je zvláštní typ katolické univerzity nebo církevní univerzity, která je zřizována přímo Svatým stolcem a je pod jeho přímým dohledem prostřednictvím Kongregace pro katolickou výchovu, a která dostala od této kongregace privilegium, aby se mohla nazývat „papežská“.
Nižším druhem katolických univerzit, které nesou titul „papežská“, jsou papežské vysokoškolské instituty (mající většinou více fakult). Samostatné fakulty v teologických oborech nesoucí název „papežská“ jsou nižším druhem církevních univerzit.[zdroj?]

## Seznam papežských univerzit

### Evropa

#### ItálieaVatikán
- Papežská univerzita Antonianum (PUA), Řím
- Papežská univerzita Gregoriana (PUG), Řím
- Papežská lateránská univerzita (PUL), Vatikán
- Papežská salesiánská univerzita (UPS), Řím
- Papežská univerzita Svatého Kříže (PUSC), Řím
- Papežská univerzita sv. Tomáše Akvinského (zv. také Angelicum, PUST), Řím
- Papežská univerzita Urbaniana (PUU), Řím

#### Polsko
- Papežská univerzita Jana Pavla II. (UPJPII), Krakov

#### Španělsko
- Papežská univerzita Salamanca (UPSA)
- Papežská univerzita Comillas

### Amerika

#### Argentina
- Papežská katolická univerzita v Argentině (Santa Maria de los Buenos Aires, UCA)

#### Brazílie
- Papežská katolická univerzita Campinas
- Papežská katolická univerzita Goiás
- Papežská katolická univerzita Minas Gerais
- Papežská katolická univerzita São Paulo
- Papežská katolická univerzita Paraná
- Papežská katolická univerzita Rio de Janeiro
- Papežská katolická univerzita Rio Grande do Sul

#### Chile
- Papežská katolická univerzita Chile, Santiago de Chile
- Papežská katolická univerzita Valparaíso

#### Dominikánská republika
- Papežská katolická univerzita „Mater et Magistra“

#### Ekvádor
- Papežská katolická univerzita Ekvádor

#### Kolumbie
- Papežská univerzita Xaveriana
- Papežská univerzita Bolivariana

#### Mexiko
- Papežská katolická univerzita Mexiko

#### Peru
- Papežská katolická univerzita Peru

#### Portoriko
- Papežská katolická univerzita Portoriko

### Asie

#### Filipíny
- Papežská a královská univerzita sv. Tomáše Akvinského v Manile

## Papežské vysokoškolské instituty

### Itálie
(výběr)
- Papežské ateneum Regina Apostolorum
- Papežské ateneum sv. Anselma
- Papežský institut křesťanské archeologie
- Papežský institut Altioris Latinitatis
- Papežský biblický institut
- Papežský institut Jana Pavla II.
- Papežský východní institut (Orientale)
- Patristický institut „Augustinianum“
- Papežský institut arabistických studií a islamologie
- Akademie Alfonsiana
- Institut teologie zasvěceného života „Claretianum“
- Papežský institut posvátné hudby
- Mezinárodní institut pastorální teologie ve zdravotnictví „Camillianum“
- Papežská fakulta věd o výchově „Auxilium“
- Papežská teologická fakulta „Marianum“
- Papežská teologická fakulta „S. Pio X“
- Papežská teologická fakulta Teresianum
- Papežská teologická fakulta San Bonaventura (Seraphicum)